# Marie Bedot-Diodati
Pour les articles homonymes, voir Diodati.
Marie Bedot-Diodati est une artiste suisse, née le 10 juin 1866 à Genève et morte le 20 août 1958 à Genève.

## Biographie
Marie Bedot-Diodati est née en 1866. Sa mère est Hilda Sophie Eynard, Mme Aloïs Diodati-Eynard, fille de Jean-Gabriel Eynard.  Elle épouse Camille Pictet, naturaliste suisse en 1890.  Après le décès de ce dernier,  Maurice Bedot, directeur du musée d'histoire naturelle et ami de Camille Pictet devient son deuxième mari en 1897,. Elle devient illustratrice pour ses études de zoologie. 
Artiste peintre et bijoutière, elle expose dans plusieurs musées en Suisse. Elle décède le 20 août 1958 à l'âge de 92 ans.

## Expositions
Elle a exposé dans plusieurs Musées en Suisse 
- 1898 : Exposition à la Kunsthalle à Bâle du 11 septembre au 23 octobre [4]
- 1909 : Exposition à Genève à la Société des arts, Athénée du 29 octobre au 21 novembre [5]
- 1919 : Exposition à la Kunsthalle de Berne en mars [6]